# Princeton (Illinois)
Princeton é uma cidade localizada no estado americano de Illinois, no Condado de Bureau.

## Demografia
Segundo o censo americano de 2000, a sua população era de 7501 habitantes.
Em 2006, foi estimada uma população de 7555, um aumento de 54 (0.7%).

## Geografia
De acordo com o United States Census Bureau tem uma área de
17,4 km², dos quais 17,4 km² cobertos por terra e 0,0 km² cobertos por água.

## Localidades na vizinhança
O diagrama seguinte representa as localidades num raio de 16 km ao redor de Princeton.